# Сан Ђерардо (Падова)
Сан Ђерардо је насеље у Италији у округу Падова, региону Венето.
Према процени из 2011. у насељу је живело 30 становника. Насеље се налази на надморској висини од 3 м.